# Découverte du corps de Richard III
Vous lisez un « bon article » labellisé en 2015.

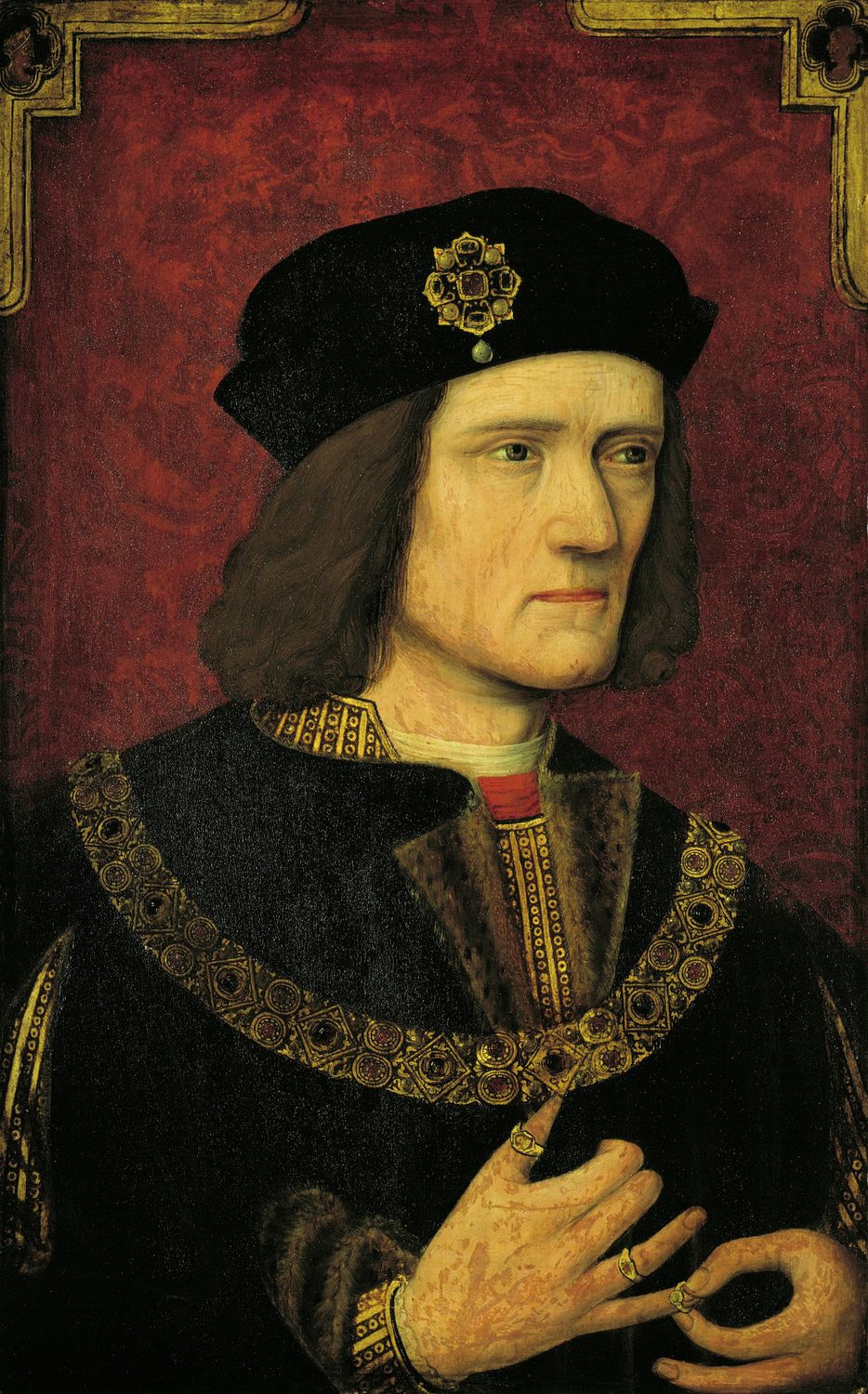
Ce portrait anonyme de Richard III, réalisé au début du XVIe siècle copie d'après un original peint du vivant du roi, illustre, par le décalage de hauteur entre les deux épaules, la déformation de la colonne vertébrale dont souffrait le roi.

Richard III, dernier roi d'Angleterre de la maison Plantagenêt, trouve la mort au combat le 22 août 1485 à Bosworth. Après la bataille, son corps est inhumé dans l'église de la confrérie franciscaine de Leicester, dans une tombe anonyme. La confrérie disparaît lors de la dissolution des monastères, en 1538, et son église est démolie. La tombe de Richard plonge alors dans l'oubli, et une légende voit le jour selon laquelle ses ossements auraient été jetés dans la Soar, depuis un pont situé non loin de là.
En août 2012, le projet « Looking for Richard », qui vise à la redécouverte des restes du roi, est lancé par Philippa Langley avec le soutien de la Richard III Society. Les services archéologiques de l'université de Leicester entreprennent des fouilles sur le site de Greyfriars, en partenariat avec le conseil municipal de Leicester. En septembre 2012, lors du premier jour de fouilles, le squelette d'un homme d'une trentaine d'années est découvert. Il présente les signes de graves blessures dues à des armes tranchantes, dont plusieurs infligées post mortem, ainsi que plusieurs caractéristiques anatomiques singulières, dont une grave scoliose. L'analyse génétique du génome mitochondrial retrouvé sur le squelette permet de le relier à deux descendants d'Anne d'York, la sœur de Richard. À la lumière de ces découvertes, l'université de Leicester annonce le 4 février 2013 qu'il s'agit, de manière certaine, du squelette du roi.
Une fois le squelette identifié, une controverse voit le jour quant à l'endroit où il doit être inhumé. Il était entendu que le roi serait inhumé en la cathédrale de Leicester, mais des voix s'élèvent pour proposer d'autres lieux, comme la cathédrale d'York ou l'abbaye de Westminster. En fin de compte, la Haute Cour de justice refuse de se saisir de l'affaire. Les restes de Richard sont enterrés à nouveau à Leicester le 26 mars 2015, lors d'une grande cérémonie à laquelle assistent l'archevêque de Cantorbéry et des représentants d'autres Églises chrétiennes.

## La mort de Richard et le sort de ses restes

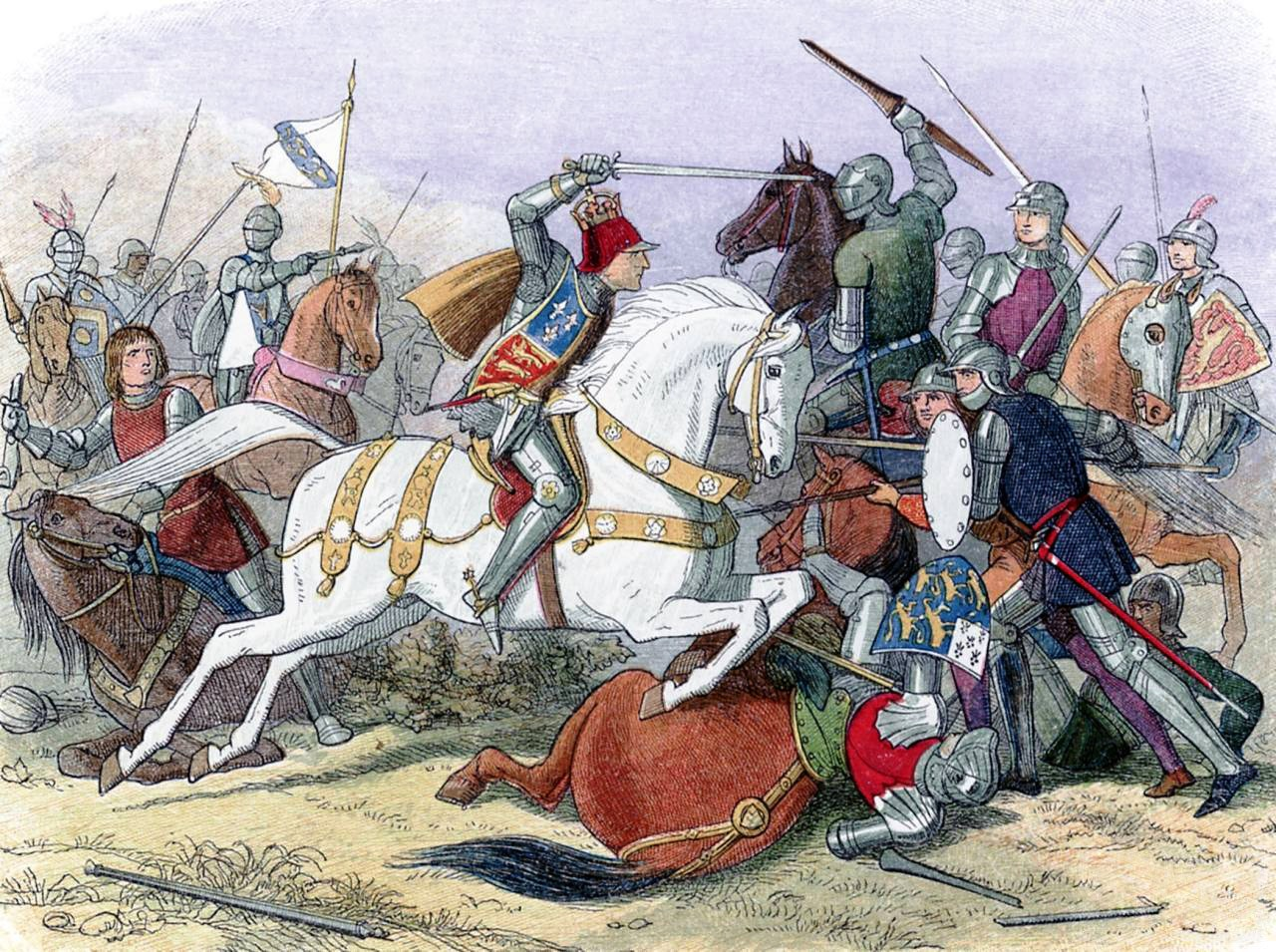
Richard III à Bosworth vu par James Doyle en 1864.

Richard III trouve la mort lors de la bataille de Bosworth, le 22 août 1485, en affrontant le prétendant au trône d'Angleterre, Henri Tudor. Cet affrontement marque la fin de la guerre des Deux-Roses. D'après le poète gallois Guto'r Glyn, c'est un soldat gallois, Rhys ap Thomas, qui aurait porté le coup fatal au roi. Après sa mort, le corps de Richard est dénudé et emporté à Leicester pour y être exposé à la vue de tous,. Une ballade anonyme affirme qu'il est exposé à « Newarke » : il pourrait s'agir de St Mary in the Newarke, une église fondée par la maison de Lancastre en périphérie de la ville médiévale,. Selon le chroniqueur Polydore Virgile, Henri VII s'attarde deux jours à Leicester avant de partir pour Londres, et c'est le jour de son départ (le 25 août) que Richard est enterré « au couvent des moines franciscains à Leicester », « sans grande solennité ». Quelques années plus tard, John Rous indique que Richard est enterré « dans le chœur des Frères mineurs à Leicester ». Bien que des chroniqueurs ultérieurs citent d'autres lieux, la version de Virgile et Rous semble la plus plausible.
Dix ans après la bataille, Henri VII finance l'édification d'un monument de marbre et d'albâtre pour marquer l'emplacement de la tombe de Richard. Il subsiste des documents légaux témoignant d'un désaccord concernant le paiement de ce monument : ils indiquent qu'un homme a reçu 50 £ pour sa confection et un autre, 10 £ 1 s pour son transport de Nottingham à Leicester. Aucune description de première main du monument ne nous est parvenue, mais Raphael Holinshed mentionne en 1577 qu'il comprenait « un portrait d'albâtre » du roi, en s'appuyant peut-être sur le témoignage d'une personne l'ayant vu. Quarante ans plus tard, George Buck décrit « une belle tombe de marbre aux couleurs mélangées, ornée de son portrait », et cite l'épitaphe en latin qui est portée dessus.
Lors de la dissolution des monastères, la confrérie franciscaine de Leicester disparaît en 1538 et ses bâtiments sont détruits. Le monument a pu connaître le même sort, à moins qu'il ait été laissé en l'état et que les éléments se soient chargés de le détruire. Le terrain de l'ancienne confrérie est racheté par deux spéculateurs immobiliers du Lincolnshire, puis acquis par le maire de Leicester Robert Herrick, qui y fait construire un manoir entouré de jardins : Greyfriars House. Le monument avait certainement disparu à ce moment-là, mais l'emplacement de la tombe reste connu : l'antiquaire Christopher Wren (père de l'architecte homonyme) indique que Herrick fait édifier un nouveau monument à cet emplacement, un pilier de pierre haut d'un mètre et portant l'inscription « Here lies the Body of Richard III, Some Time King of England ». Ce pilier disparaît à une date inconnue, entre 1612 et 1844.
Dans son Historie of Great Britaine (1611), l'antiquaire et cartographe John Speed relate une tradition locale selon laquelle le corps de Richard aurait été emporté hors de la ville et jeté du haut du Bow Bridge dans la Soar. Cette version des faits est couramment reprise par les auteurs postérieurs, et une plaque commémorative est installée près de ce pont en 1856, affirmant que « Near this spot lie the remains of Richard III the last of the Plantagenets 1485 ». En 1862, un squelette est découvert dans les sédiments près du pont, et l'on commence à croire qu'il s'agit de celui du roi, mais un examen approfondi démontre qu'il s'agit plutôt des restes d'un homme âgé d'une vingtaine d'années. L'origine du récit de John Speed est difficile à établir : il ne cite pas ses sources, et on n'en connaît aucun antécédent. Il pourrait s'agir d'une variante confuse de la profanation de restes de John Wyclif, déterrés, brûlés et jetés dans la Swift par une foule en colère à Lutterworth en 1428. Il est également possible que Speed se soit trompé sur l'emplacement de la tombe de Richard, et qu'il ait inventé cette histoire pour expliquer son absence. S'il s'était rendu à Greyfriars House, il aurait forcément vu le pilier commémoratif dans les jardins, mais son livre affirme que les lieux qu'il a visités sont à l'abandon, recouverts de broussailles, et qu'il n'y a aucune trace de la tombe du roi. Cependant, sa carte de Leicester situe la confrérie franciscaine au mauvais endroit, à l'emplacement d'une autre, l'ancienne confrérie dominicaine : il est possible qu'il ait cherché la tombe de Richard au mauvais endroit.
Une autre légende locale mentionne un cercueil de pierre, prétendument celui de Richard, dont Speed affirme qu'il servait à son époque d'abreuvoir pour les chevaux dans une auberge locale. L'existence d'un cercueil semble bien attestée : John Evelyn le mentionne en 1654, de même que Celia Fiennes en 1700. En 1758, William Hutton indique que le cercueil, usé par le passage des années, est conservé à la White Horse Inn, sur Gallowtree Gate. Ce qu'il est devenu par la suite reste à découvrir, mais les descriptions qui en ont été faites ne correspondent pas au style des cercueils de la fin du XVe siècle, et il est peu probable qu'il ait eu quoi que ce soit à voir avec Richard. Il est plus plausible qu'il s'agisse d'un objet rescapé d'un des établissements religieux détruits après la Dissolution.

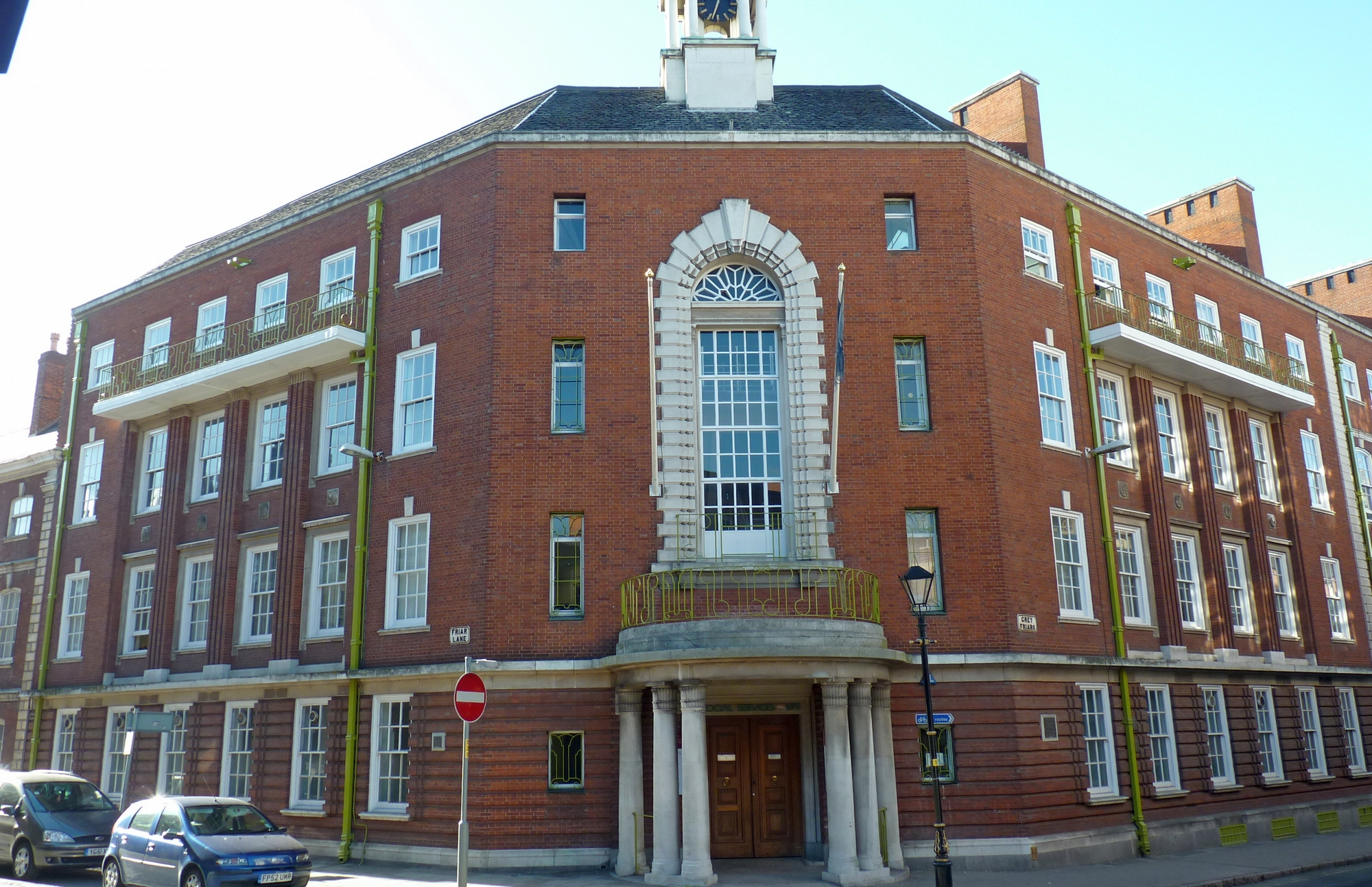
L'emplacement du manoir de Robert Herrick est aujourd'hui au no 1, Grey Friars Street.

Greyfriars House reste dans la famille Herrick jusqu'en 1711, date à laquelle la propriété est vendue par Samuel, l'arrière-petit-fils de Robert. Elle est divisée en lots et vendue à nouveau en 1740. New Street est ouverte, à travers la partie ouest du site, trois ans plus tard, et de nombreuses sépultures sont découvertes durant la construction de maisons neuves le long de cette rue. L'activité immobilière se poursuit au XIXe siècle. Le manoir de la famille Herrick est démoli en 1871, l'actuelle Grey Friars Street est percée deux ans plus tard et de nouveaux bâtiments sont édifiés. Le reste du site est acquis par le Leicestershire County Council en 1915, qui y fait construire des bureaux repris par le conseil municipal de Leicester en 1965. Un parking pour les employés a remplacé les anciens jardins du manoir en 1944.
En 2007, la démolition d'un immeuble des années 1950 sur Grey Friars Street offre aux archéologues l'occasion de procéder à des fouilles pour retrouver les traces de la confrérie médiévale. Les résultats sont minces et se limitent à un fragment de couvercle de cercueil, postérieur à l'époque médiévale. Ces fouilles infructueuses tendent cependant à démontrer que l'église de la confrérie se trouvait plus à l'ouest qu'on le pensait.

## Le projet «Looking for Richard»

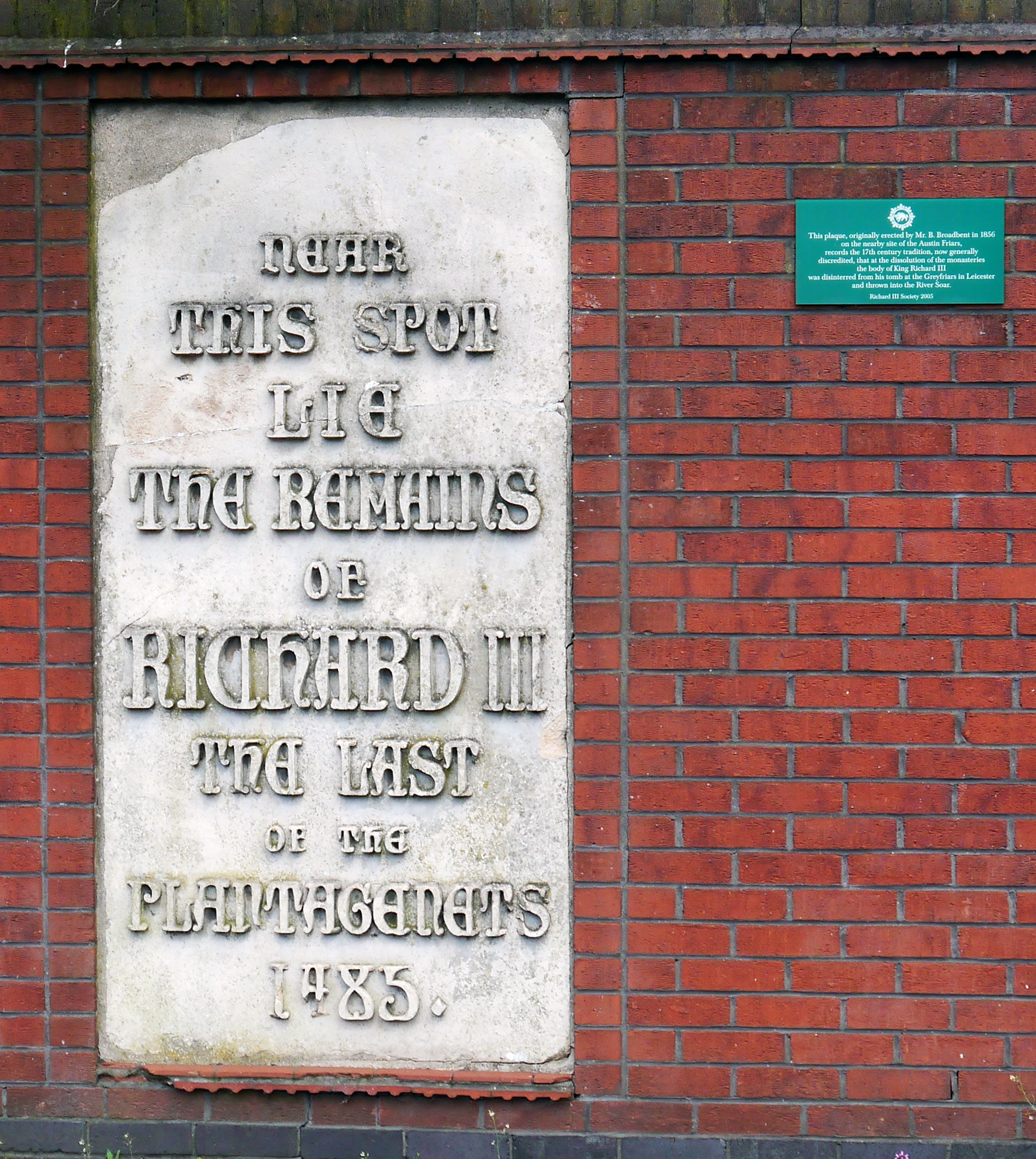
La plaque installée sur le Bow Bridge en 1856. Une petite plaque a été posée en 2005 par la Richard III Society pour signaler son caractère erroné.

La Richard III Society, une association visant à réhabiliter le roi, s'intéresse de près à la question de l'emplacement de ses restes. Dès 1975, le journal de l'association, The Ricardian, publie un article d'Audrey Strange qui avance une théorie selon laquelle ils se trouvent sous le parking du Leicester County Council. En 1986, l'historien David Baldwin suggère à son tour que les restes du roi doivent se trouver aux alentours de Greyfriars, estimant « possible (mais peut-être improbable à présent) que des fouilles menées au siècle prochain permettent de découvrir des traces de ce fameux monarque ». En s'appuyant sur l'organisation d'autres prieurés franciscains, John Ashdown-Hill estime que les ruines de l'église du prieuré de Greyfriars doivent se trouver sous le parking. En dépit de son intérêt pour la question, la Richard III Society ne mène pas de fouilles. Ni l'université de Leicester, ni les historiens et archéologues locaux ne souhaitent vérifier les hypothèses avancées par ses membres, probablement parce qu'ils croient que de nouveaux bâtiments ont été construits par-dessus la tombe ou que les ossements ont été dispersés, en accord avec le récit de John Speed.
En 2004-2005, Philippa Langley, secrétaire de la branche écossaise de la Richard III Society, mène des recherches à Leicester dans le cadre d'un projet de scénario pour un film biographique. Elle acquiert la conviction que le parking est la clef de l'énigme et entre en contact avec John Ashdown-Hill, qui recherche de son côté des descendants collatéraux du roi par sa sœur Anne d'York. À sa demande, Ashdown-Hill s'adresse aux producteurs de l'émission d'archéologie Time Team, diffusée sur la chaîne de télévision Channel 4, et leur propose de consacrer un épisode à des fouilles du parking. Son offre est déclinée, car les épisodes de cette émission se concentrent sur une période de trois jours maximum, une fenêtre trop courte pour le projet qu'il suggère. Trois ans plus tard, Annette Carson arrive, de son côté, à la même conclusion dans son livre Richard III: The Maligned King (2008) : pour elle aussi, les restes du roi ne peuvent se trouver que sous ce parking. Elle s'associe avec Langley et Ashdown-Hill pour poursuivre cette ligne d'investigation. C'est à ce moment-là qu'elle découvre une preuve cruciale : une carte médiévale de Leicester sur laquelle l'église franciscaine apparaît à l'extrémité nord du parking moderne.
En février 2009, Langley, Carson et Ashdown-Hill s'associent avec deux membres de la Richard III Society, le docteur David Johnson et sa femme Wendy, pour lancer le projet « Looking for Richard: In Search of a King », que Langley envisage comme « un special qui fera date ». L'idée est de présenter la quête de la tombe de Richard « tout en racontant sa véritable histoire, ». L'objectif déclaré est de « recouvrer sa dépouille mortelle et l'inhumer avec les honneurs, la dignité et le respect qui lui ont été déniés de manière si frappante après sa mort à la bataille de Bosworth ». Ce projet reçoit l'appui de partenaires décisifs : le conseil municipal de Leicester, Leicester Promotions (chargé des promotions touristiques), l'université de Leicester, la cathédrale de Leicester, Darlow Smithson Production (chargé du projet d'émission télévisée) et la Richard III Society. La phase pré-excavation est financée par la Richard III Society et les membres du projet Looking for Richard, tandis que Leicester Promotions apporte les 35 000 £ nécessaires pour financer les fouilles. Le rôle d'entrepreneur revient aux services archéologiques de l'université de Leicester, une entité indépendante mais liée à l'université.

## Les fouilles à Greyfriars

Plan du site montrant les bâtiments du prieuré médiéval (en rouge) et les bâtiments actuels (en ocre). Un point marque l'emplacement où ont été retrouvés les restes de Richard III.

Une étude du site de Greyfriars débute en mars 2011, afin de déterminer la localisation du monastère médiéval et les endroits où des fouilles sont possibles. La viabilité archéologique du site est déterminée à l'aide de divers documents, avant un sondage, à l'aide d'un radar à pénétration de sol, effectué au mois d'août. Les résultats de ce sondage ne sont pas concluants : une couche de débris de démolition et de sol retourné empêche d'identifier le moindre bâtiment de manière claire. Néanmoins, il permet d'identifier les conduits modernes (tuyaux, câbles…) qui traversent le site.
Trois lieux où des excavations seraient possibles sont identifiés : le parking du personnel des services sociaux du conseil municipal, la cour de récréation abandonnée de l'ancienne école d'Alderman Newton's, et un parking public sur New Street. Décision est prise de creuser deux tranchées dans le parking des services sociaux, en se réservant la possibilité d'en creuser une troisième dans la cour de récréation. De nombreux bâtiments ayant été construits sur le site, la superficie exploitable pour les fouilles n'en couvre que 17 %, et celle devant être effectivement fouillée n'en couvre que 1 %, faute de fonds suffisants, ce qui réduit beaucoup les chances de succès.
Les fouilles sont annoncées en juin 2012 dans le Ricardian Bulletin, le journal de la Richard III Society. Un mois plus tard, l'un des principaux sponsors du projet se retire, laissant un trou de 10 000 £ dans les comptes. Un appel à dons auprès de plusieurs associations ricardiennes permet de lever 13 000 £ en l'espace de deux semaines. Une conférence de presse annonce le début des travaux le 24 août à Leicester. L'archéologue Richard Buckley admet qu'ils ont peu de chances de réussir : « Nous ne savons pas exactement où se trouvait l'église, encore moins la tombe. » Il avait auparavant prévenu Langley qu'ils avaient « au mieux une chance sur deux pour l'église, et une chance sur dix de trouver la tombe ».
Les fouilles débutent le lendemain, avec la percée d'une tranchée orientée nord-sud de 1,6 m de large sur 30 m de long. L'évacuation d'une couche de débris de construction moderne permet d'accéder au niveau de l'ancien monastère. À environ cinq mètres de l'extrémité nord de la tranchée, les chercheurs découvrent des ossements correspondant à deux jambes humaines parallèles, à environ 1,5 m de profondeur, qui correspondent à une sépulture inviolée. Ces ossements sont temporairement recouverts afin de les protéger, le temps de poursuivre les fouilles dans la tranchée. Le lendemain, une deuxième tranchée parallèle à la première est creusée au sud-ouest. Au fil des jours, la découverte de traces de pièces et de murs médiévaux permet aux archéologues de situer avec précision la zone du prieuré. Ils comprennent que les ossements découverts le premier jour se trouvaient dans la partie orientale de l'église, peut-être dans le chœur où Richard est censé avoir été enterré. Le 31 août, l'université de Leicester dépose une demande au ministère de la Justice pour l'exhumation de restes humains. L'objectif est de n'exhumer que les restes d'hommes âgés d'une trentaine d'années se trouvant à l'intérieur de l'église.
Les ossements du 25 août sont déterrés le 4 septembre, et la zone est davantage explorée lors des deux jours qui suivent. Les pieds manquent, et le crâne se trouve dans une position inhabituelle, qui suggère que le corps a été enterré dans une tombe qui était un peu trop petite pour lui. Son épine dorsale est recourbée en forme de S. Il n'y a pas trace d'un cercueil, et la position du squelette laisse à penser que le corps n'a pas été inhumé dans un linceul, mais jeté en hâte dans la tombe. Un morceau de fer rouillé est découvert sous les vertèbres lorsque les ossements sont déplacés,. La position des mains du squelette est également inhabituelle : elles sont croisées au-dessus de sa hanche droite. Il est possible qu'elles aient été liées ensemble au moment de l'inhumation, mais aucun élément ne permet de confirmer cette hypothèse. Le travail dans les tranchées continue pendant encore une semaine après l'exhumation de ce corps. Le site est ensuite recouvert de terre pour le protéger et le sol est nivelé pour que le parking et la cour de récréation retrouvent leur état antérieur.

## L'analyse du corps

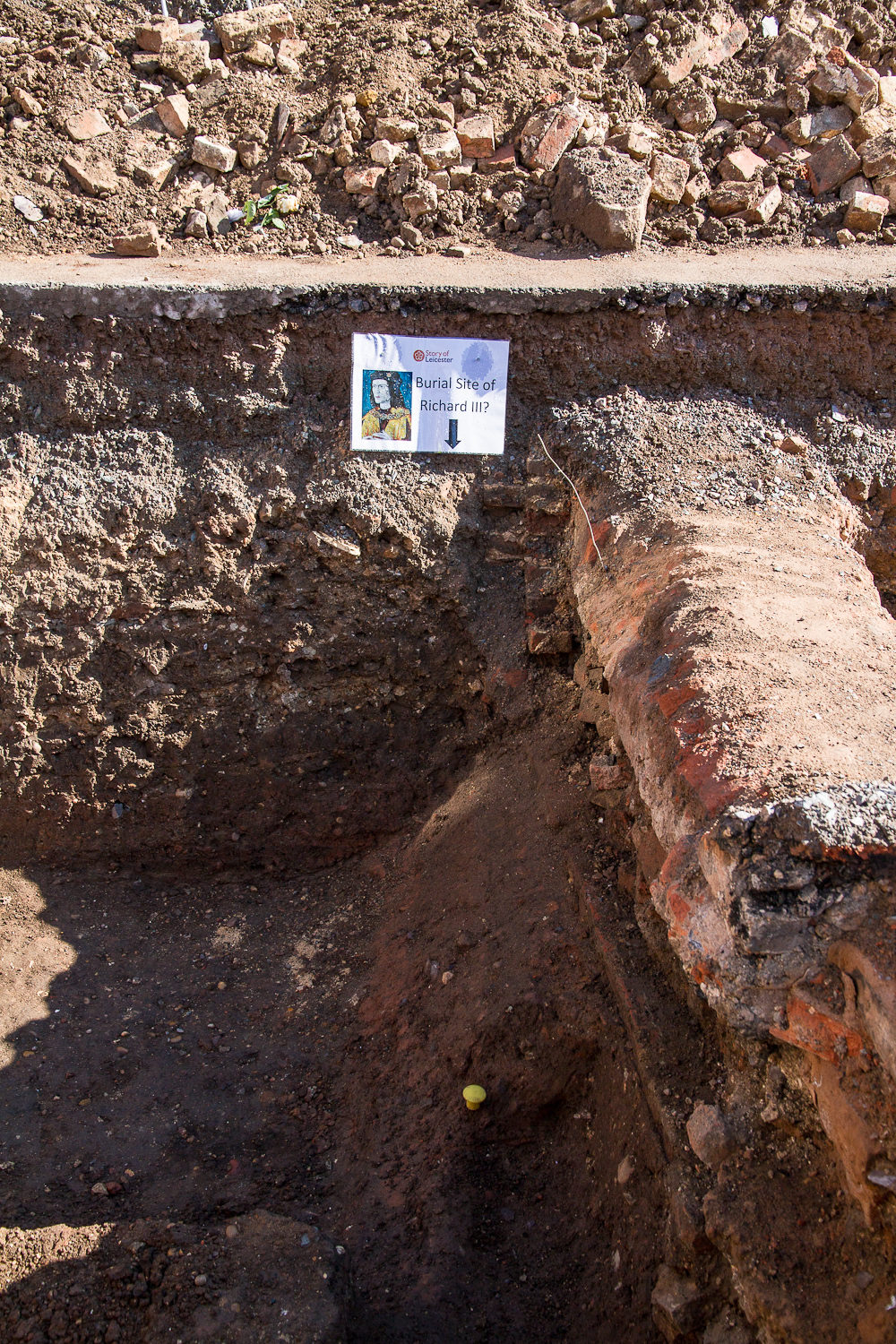
Le site de la tombe de Richard III, au pied d'un mur dans le chœur de l'ancienne église.

Le 12 septembre 2012, l'université de Leicester annonce la découverte de restes pouvant être ceux de Richard, tout en insistant sur la nécessité de faire preuve de prudence. Plusieurs indices tendent en faveur de cette hypothèse : ce sont les restes d'un adulte de sexe masculin souffrant d'une grave scoliose, inhumés sous le chœur de l'église. Son crâne présente des blessures graves, et un objet pouvant être une pointe de flèche est retrouvé sous les ossements de la colonne vertébrale,.

### ADN
Neuf ans auparavant, en 2003, John Ashdown-Hill entreprend des recherches génétiques afin d'identifier des ossements retrouvés dans le prieuré franciscain de Malines, en Belgique, qui pourraient être ceux de Marguerite d'York, la sœur de Richard III. Il tente d'isoler une séquence d'ADN mitochondrial d'un cheveu d'Édouard IV (frère de Richard) conservé à l'Ashmolean Museum, mais l'ADN est trop dégradé et ses efforts sont vains. Il se tourne alors vers la généalogie dans l'espoir d'identifier une descendante, par les femmes, de Cécile Neville, la mère de Richard, de Marguerite, sa sœur et d'Édouard. Au bout de deux années de recherches, il découvre Joy Brown (épouse Ibsen), une femme d'origine britannique ayant émigré au Canada après la Seconde Guerre mondiale, qui est une descendante directe d'Anne, une autre sœur de Richard, par sa fille Anne St Leger,. L'ADN mitochondrial de Joy Ibsen appartient à l'haplogroupe J, qui doit également être, par déduction, celui de Richard. Il permet d'identifier les ossements de Malines comme n'appartenant pas à Marguerite d'York.
Joy Ibsen meurt en 2008, laissant trois enfants : Michael, Jeff and Leslie. Le 24 août 2012, son fils Michael donne un échantillon de salive aux chercheurs à des fins de comparaison avec les restes découverts à Leicester. L'ADN mitochondrial du squelette correspond à celui de Michael Ibsen, ainsi qu'à celui d'une autre descendante d'Anne d'York, identifiée par Kevin Schürer, qui présente une séquence génétique relativement rare, en commun avec le squelette,,, l'haplogroupe J1c2c.
De son côté, la généticienne Turi King poursuit les recherches vers les haplogroupes du chromosome Y, qui se transmettent de père en fils, auprès de descendants de Jean de Gand (1340-1399), dont fait partie la mère de Richard III. Quatre individus de cette lignée ont été identifiés, et leurs résultats sont cohérents entre eux, mais ils ne correspondent pas à ceux du squelette, même si l'ADN-Y de ce dernier est en partie dégradé. Cette absence de correspondance signifie que, quelque part dans les 19 générations qui séparent Richard de Henry Somerset (5e duc de Beaufort, 1744-1803), un enfant n'était pas le fils de son père déclaré ; la fréquence de ce genre d'événement est comprise entre 1 et 2 % par génération, d'après les travaux de King et d'autres chercheurs.

### Ostéologie

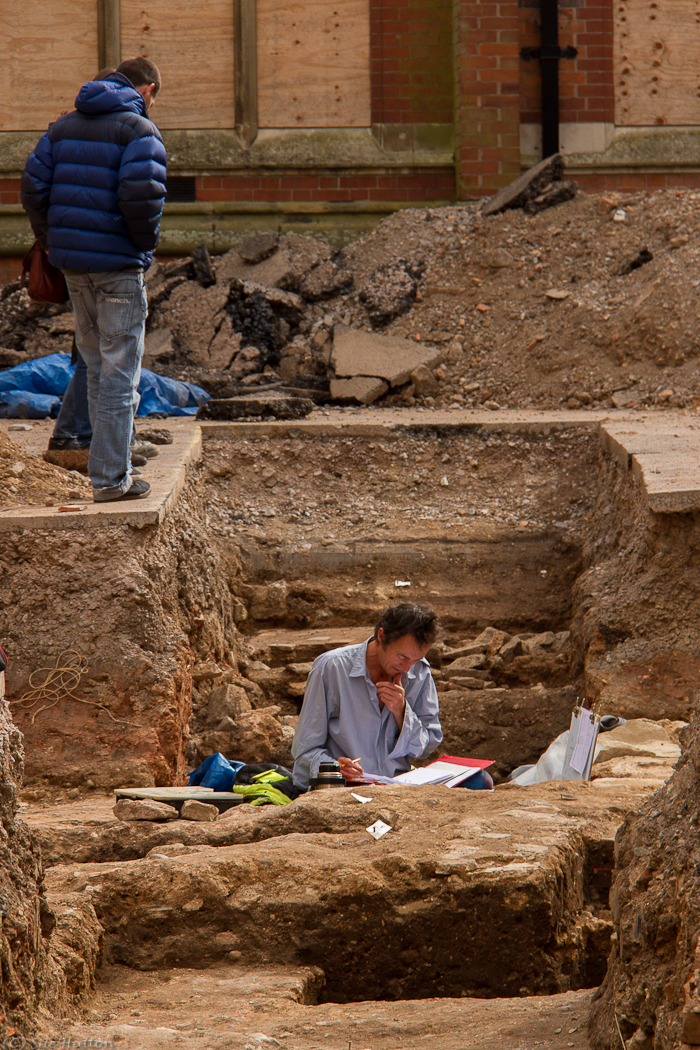
Les fouilles sous la cour de récréation de l'ancienne Alderman Newton's School (septembre 2012).

Dans l'ensemble, les ossements sont en bon état et complets, à l'exception des pieds, peut-être détruits lors des constructions de l'ère victorienne. Les blessures graves subies par le défunt sont immédiatement visibles, avant même que le squelette ait été nettoyé. Deux blessures mortelles sont visibles sur le crâne : une lame a tranché sa base arrière, exposant le cerveau à l'air libre, et une autre lame a été enfoncée à travers son côté droit, traversant le cerveau pour venir en frapper le côté gauche. Une arme pointue a également porté un coup au sommet du crâne, tandis que d'autres lames ont raclé la surface, arrachant des lambeaux d'os sans le pénétrer. D'autres trous dans le crâne et la mandibule pourraient être les traces de blessures occasionnées par des poignards au menton et aux joues. Toutes ces blessures suggèrent que le roi ne portait pas de heaume : il est possible qu'il l'ait retiré ou qu'il l'ait perdu lorsque son cheval se retrouva immobilisé dans les marais,. Une des côtes du côté droit a été coupée par un objet tranchant, de même que le bassin. En revanche, le squelette ne présente aucune trace du bras atrophié que William Shakespeare attribue au roi dans sa pièce Richard III,.
Ces éléments semblent relever pour partie de blessures reçues au combat ayant entraîné la mort et d'humiliations infligées au corps après le décès. Parmi ces dernières, les blessures au corps prouvent qu'il a été dépouillé de son armure post-mortem. Celles au dos et aux fesses sont cohérentes avec les descriptions contemporaines du corps de Richard ligoté sur un cheval, les bras et les jambes pendant de chaque côté,,. D'autres blessures ont pu être infligées sans que les os en gardent la trace.
Les blessures à la tête sont également cohérentes avec le poème de Guto'r Glyn, qui décrit comment le chevalier Rhys ap Thomas « rasa la tête du sanglier ». Ce passage était interprété comme une métaphore pour la décapitation de Richard, mais l'état du squelette contredit cette lecture du texte. Il est possible qu'il faille le prendre au pied de la lettre : les blessures à la tête ont dû arracher une bonne partie de la peau, ainsi que des morceaux d'os. Le chroniqueur français Jean Molinet affirme que Richard a été tué par une hallebarde, tandis que la Ballad of Lady Bessie décrit comment le bassinet du roi a été écrasé jusqu'à ce que le sang jaillisse. L'état du squelette correspond à ces récits contemporains,.
Une autre caractéristique frappante du squelette est la courbure de sa colonne vertébrale, attribuée à une scoliose déclarée pendant l'adolescence. Son épaule droite était ainsi plus haute que la gauche, et Richard apparaissait plus petit qu'il ne l'était réellement. Cette déformation ne devait cependant pas l'empêcher de mener une vie active, et elle n'aurait pas donné lieu à une bosse. Les ossements sont ceux d'un homme âgé de 30 à 34 ans, ce qui correspond à l'âge de Richard au moment de son décès : 32 ans.

### Carbone 14 et analyses supplémentaires
Deux datations par le carbone 14 sont effectuées sur les ossements. Celle effectuée par le Scottish Universities Environmental Research Centre (SUERC) livre une fourchette 1430-1460, et celle du Radiocarbon Accelerator Unit de l'université d'Oxford donne 1412-1449. Aucune de ces fourchettes n'inclut la date de décès de Richard (1485), mais une spectrométrie de masse permet de mettre en évidence une importante consommation de fruits de mer par le défunt, une caractéristique qui tend à antidater les échantillons datés au carbone 14. Par inférence bayésienne, les ossements ont 68,2 % de chances de dater en réalité de la période 1475-1530, une probabilité qui s'élève à 95,4 % si l'on élargit la fourchette à la période 1450-1540. Ces analyses ne sont pas suffisantes pour prouver que le squelette est bien celui de Richard, mais elles n'entrent pas en contradiction avec la date de sa mort. Les résultats de la spectrométrie de base sont confirmés par une analyse isotopique du carbone, de l'azote et de l'oxygène présents sur deux dents, un fémur et une côte. Cette analyse indique que le défunt consommait beaucoup de chair de poissons d'eau douce et de viande d'oiseaux rares (cygne, grue, héron), ainsi que d'importantes quantités de vin. Une analyse poussée de la terre située directement sous le squelette révèle que le défunt était infesté de nématodes au moment de sa mort.
Quant à l'objet en fer situé sous les vertèbres du squelette, ce n'était pas une pointe de flèche plantée dans son dos, comme l'avaient d'abord cru les archéologues. Une analyse aux rayons X permet de découvrir qu'il s'agit en fait d'un clou remontant vraisemblablement à l'époque romaine et qui n'a aucun rapport avec le défunt.

### Identification
Le 4 février 2013, l'université de Leicester annonce que le squelette est celui de Richard III,,. Cette identification s'appuie sur l'ADN mitochondrial, l'analyse du sol, les analyses dentaires et les caractéristiques du squelette (la scoliose et les blessures), qui correspondent aux descriptions contemporaines du roi. La Richard III Society commande une reconstitution faciale du roi, tandis que l'université de Leicester entreprend de séquencer l'intégralité des génomes de Richard III et Michael Ibsen.

## Découvertes supplémentaires

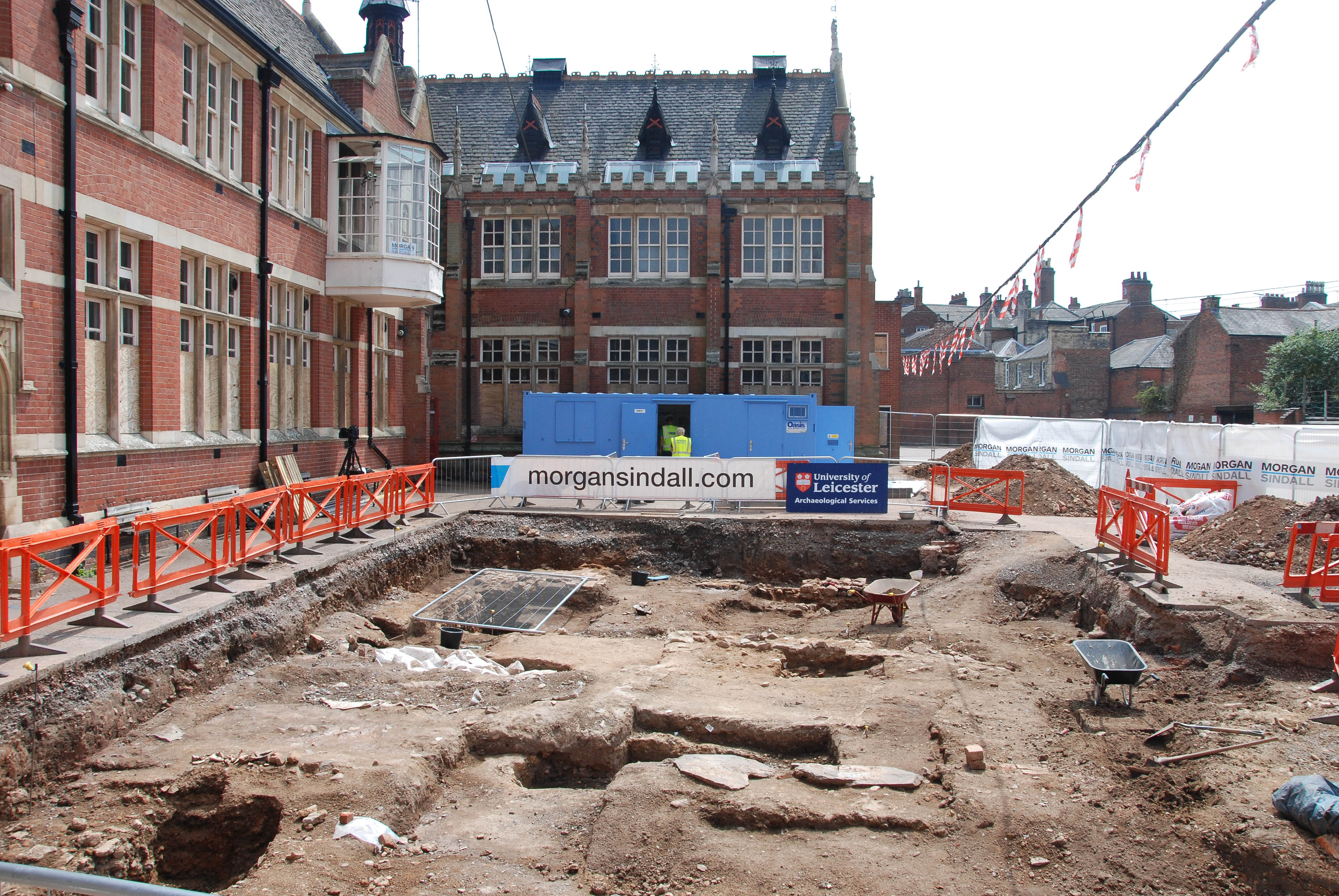
Les fouilles de juillet 2013.

Le site fait l'objet d'une deuxième campagne de fouilles en juillet 2013 afin d'en apprendre davantage sur l'église du prieuré. Ce projet, financé par le conseil municipal et l'université de Leicester, permet d'identifier l'intégralité du presbytère et du chœur, confirmant les hypothèses avancées auparavant au sujet de l'agencement de la partie orientale de l'église. Trois sépultures qui n'avaient été qu'identifiées en 2012 sont réexaminées. L'une d'elles correspond à un cercueil en bois déposé dans une tombe soigneusement creusée, alors qu'un autre cercueil est retrouvé sous le chœur et le presbytère, dans une position de travers qui suggère qu'il est antérieur à l'église.
Un cercueil de pierre découvert en 2012 est ouvert pour la première fois. Il contient un cercueil de plomb, dont l'endoscopie révèle la présence d'un squelette, de cheveux, et de fragments d'un suaire et d'une corde. Ce squelette est d'abord considéré comme masculin, peut-être celui du chevalier William de Moton, mais des examens supplémentaires révèlent qu'il s'agit en fait d'un squelette féminin, peut-être celui d'une bienfaitrice de haut rang de l'abbaye. Dans la mesure où les cercueils de plomb servaient souvent à transporter des corps sur de longues distances, elle ne venait peut-être pas de la région de Leicester.

## Cérémonies et commémorations

### Démarches et polémiques

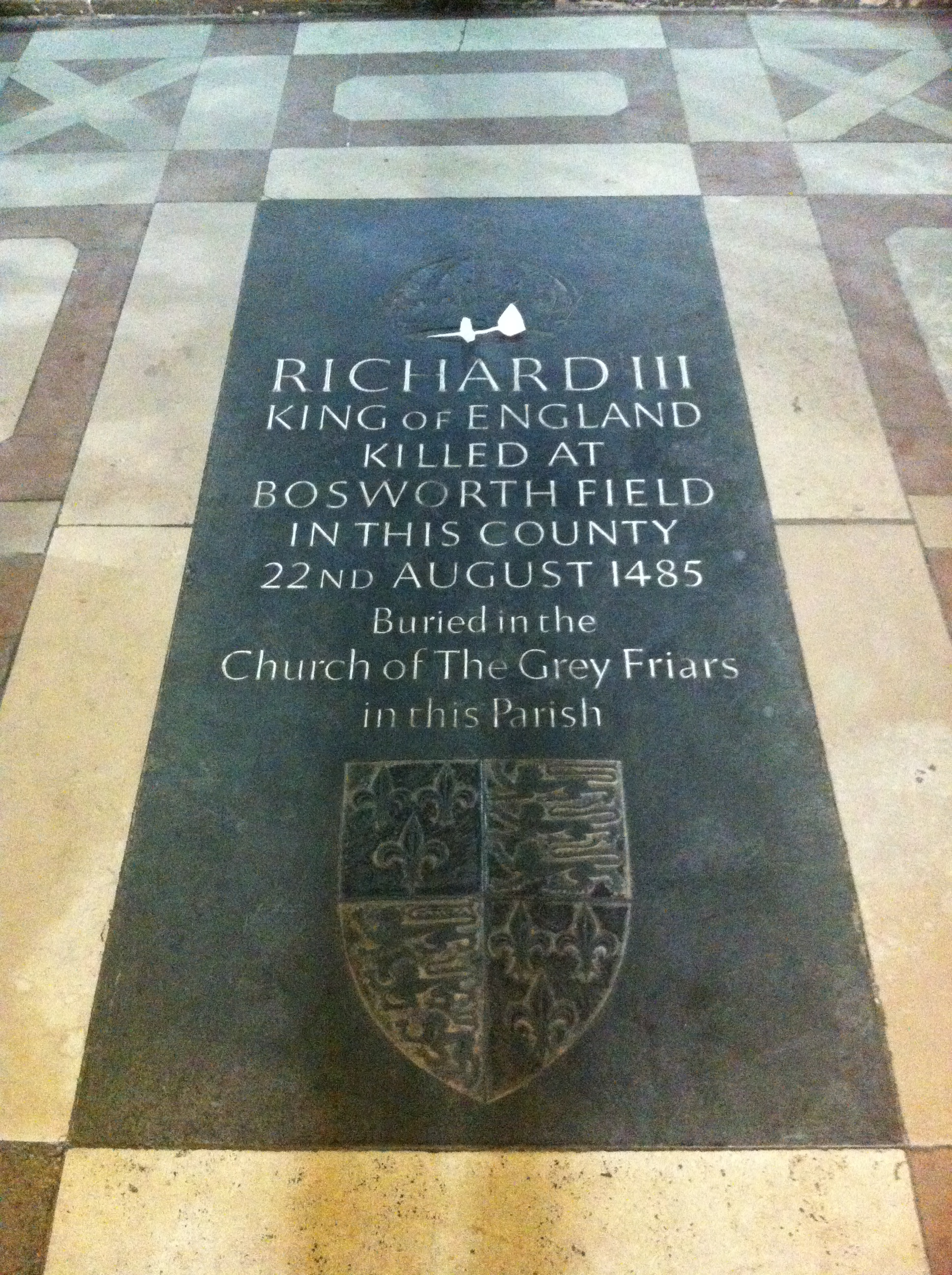
L'ancien mémorial à Richard III dans la cathédrale de Leicester.

En droit britannique, lorsqu'un corps enterré suivant le rite chrétien est exhumé à des fins archéologiques, il doit être ré-enterré dans la parcelle de sol consacré la plus proche possible du site d'origine. Par conséquent, le corps de Richard devrait être ré-inhumé en la cathédrale de Leicester. C'est ce que projette l'université de Leicester, et c'est l'une des conditions posées par le ministère de la Justice dans le permis de fouilles. La famille royale britannique n'ayant pas réclamé le corps (la reine Élisabeth II aurait refusé la proposition d'un enterrement royal), le ministère confirme en février que le choix du lieu reviendra à l'université. Le chancelier de la cathédrale, David Monteith, annonce que le corps doit être inhumé en la cathédrale début 2014, dans le cadre d'une cérémonie œcuménique de nature chrétienne. Il ne s'agit pas d'une cérémonie funèbre en bonne et due forme, mais plutôt d'un service mémoriel, dans la mesure où la première inhumation de Richard a dû être accompagnée d'un service funèbre.
Cependant, le choix de la cathédrale de Leicester est contesté, et d'autres lieux sont proposés, jugés plus dignes d'accueillir la dépouille d'un roi catholique de la maison d'York. Des pétitions sur Internet exigent qu'il soit inhumé à l'abbaye de Westminster, rejoignant son épouse Anne Neville et dix-sept autres monarques anglais et britanniques, à la cathédrale d'York, qui aurait été son choix personnel, à la cathédrale catholique d'Arundel, voire sous le parking de Leicester où son corps a été retrouvé. La question est abordée au Parlement, où le député conservateur Chris Skidmore propose l'organisation de funérailles d'État, tandis que le travailliste John Mann suggère le compromis d'un enterrement à Worksop, dans sa circonscription de Bassetlaw, à mi-chemin entre York et Leicester. Le maire de Leicester réagit à ces propositions en déclarant :  « il faudra me passer sur le corps pour arracher ces ossements à Leicester ». Un groupe affirmant représenter les descendants collatéraux de Richard, la « Plantagenet Alliance », intente une action en justice qui retarde l'inhumation du roi de près d'une année. L'Alliance exige que Richard soit inhumé en la cathédrale d'York, suivant ce qu'il aurait prétendument souhaité,. Le doyen de Leicester qualifie d'« irrespectueuse » leur démarche, et annonce que la cathédrale suspend tous ses financements jusqu'à ce que la situation soit éclaircie, tandis que des historiens soulignent que rien ne permet d'affirmer que Richard souhaitait être enterré à York, voire qu'il ait seulement planifié son propre enterrement de quelque manière que ce soit. La légitimité même de l'Alliance est contestée, le nombre de descendants collatéraux de Richard s'élevant potentiellement à plusieurs millions d'individus.
En août 2013, le juge Charles Haddon-Cave autorise un contrôle juridictionnel, considérant que les projets initiaux de ré-enterrement ne satisfaisaient pas au droit commun, faute d'avoir mené une consultation étendue à ce sujet. Ce contrôle s'ouvre le 13 mars 2014 et doit durer deux jours, mais la décision est repoussée de plusieurs semaines, la juge Heather Hallett (qui siège avec Haddon-Cave et Duncan Ouseley) annonçant que la Cour souhaite prendre son temps. Elle rend sa décision le 23 mai. L'inhumation prévue à Leicester est autorisée dans la mesure où la consultation n'avait rien d'obligatoire et où la justice n'a aucune raison d'intervenir.

### Seconde inhumation
Dès février 2013, la cathédrale de Leicester annonce ses projets quant à l'inhumation de Richard. L'idée d'une simple dalle, pour laquelle il aurait peut-être suffi de modifier le mémorial installé dans le chœur en 1982, s'avère impopulaire : les membres de la Richard III Society et les habitants de Leicester sondés expriment une préférence pour un sarcophage,. Son dessin est dévoilé en juin 2014 : une tombe en pierre fossile du Swaledale. C'est également en juin 2014 que la statue de Richard III, jusqu'alors située dans les jardins du château de Leicester, est installée dans les jardins de la cathédrale, qui sont rouverts au public, après travaux, le 5 juillet.

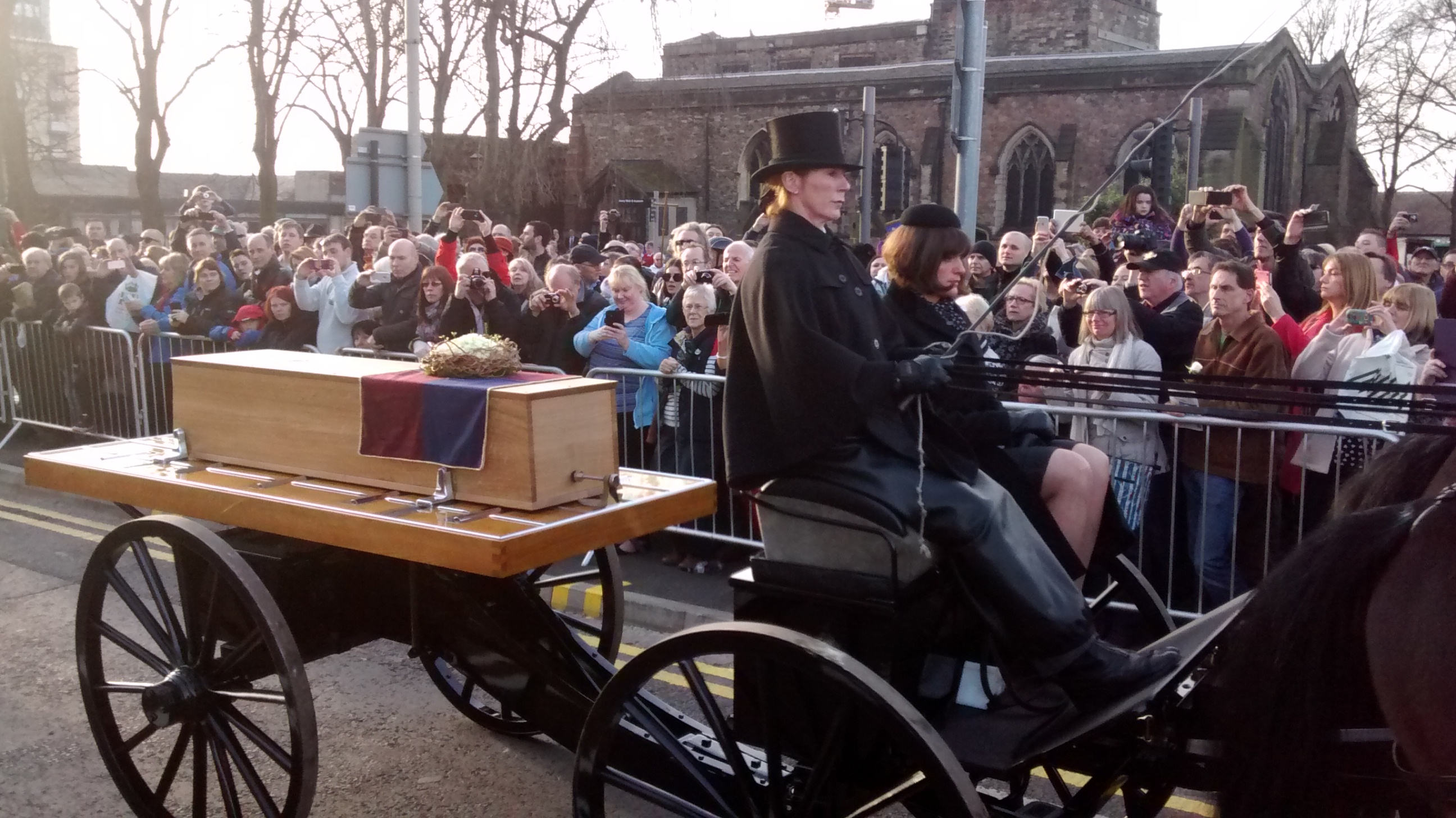
Le corbillard attelé devant la cathédrale.

Le 22 mars 2015, les ossements de Richard sont scellés dans un ossuaire aux parois doublées de plomb qui est placé dans un cercueil de bois. Ce cercueil est l'œuvre de son lointain parent Michael Ibsen ; il est fait en bois de chêne pédonculé provenant des domaines du duché de Cornouailles. Le 23 mars 2015, le cardinal Vincent Nichols, archevêque catholique de Westminster, célèbre sa messe de requiem au prieuré de la Sainte-Croix de Leicester, puis son corps est transporté de l'université à la cathédrale de Leicester en suivant un itinéraire qui retrace en partie le dernier voyage de Richard, via le site de la bataille de Bosworth, Dadlington, Sutton Cheney, le Bosworth Battlefield Heritage Centre et Market Bosworth,. À l'entrée dans la ville de Leicester, le cercueil est transféré, depuis un corbillard à moteur, sur un autre tiré par quatre chevaux. Il reste exposé dans la cathédrale du 23 au 25 mars, où la foule se presse pour l'observer : les temps d'attente dépassent les quatre heures.

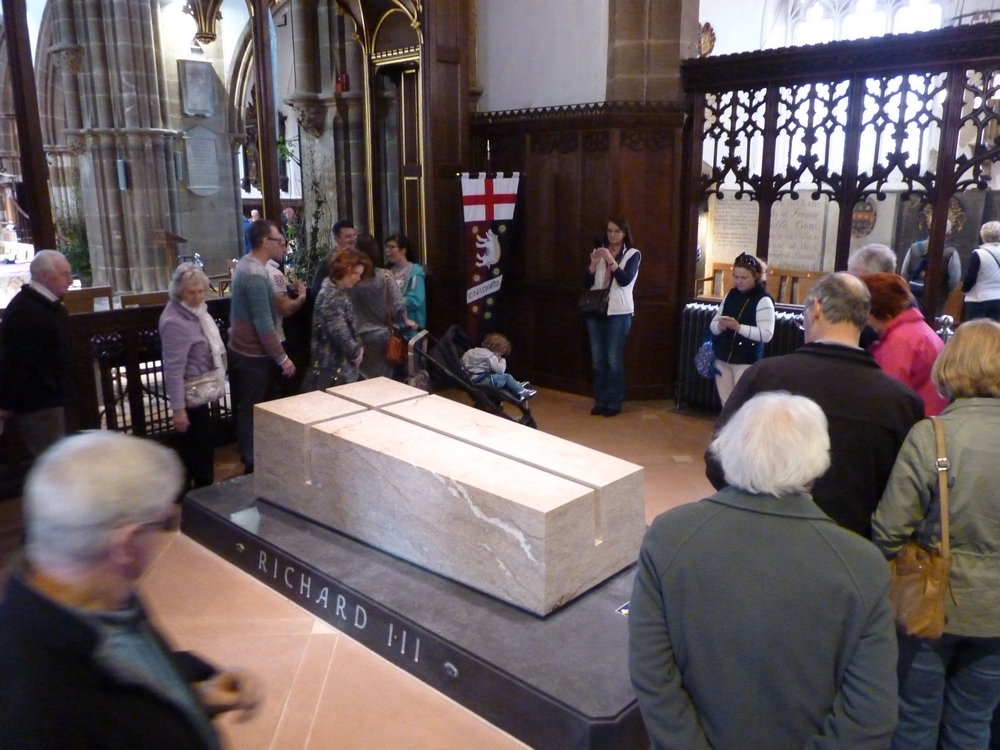
La tombe de Richard III.

La cérémonie de la ré-inhumation se déroule le 26 mars en présence de l'archevêque de Cantorbéry Justin Welby, ainsi que de membres éminents d'autres Églises chrétiennes. La famille royale est représentée par la comtesse de Wessex et par le duc et la duchesse de Gloucester. Durant le service, diffusé en direct à la télévision sur la chaîne Channel 4, des prières sont dites à la mémoire de Richard et des victimes de Bosworth et d'autres guerres. L'acteur Benedict Cumberbatch, un lointain parent du roi, lit un poème écrit pour cette occasion par la poétesse lauréate Carol Ann Duffy,. La tombe est ouverte au public le lendemain, tandis que des commémorations se déroulent dans toute la ville.

Dès 2013, une exposition temporaire consacrée à Richard III est mise en place dans l'ancien hôtel de ville (en), après la découverte de son corps. C'est le prélude à l'ouverture, en juillet 2014, d'un musée permanent situé en face de la cathédrale, à côté du parking où le corps du roi a été retrouvé,. Ce musée relate la vie et la mort de Richard, son enterrement et la redécouverte de son corps, avec des objets donnés par les archéologues. Le site même de la tombe originelle du roi est visible à travers un plancher de verre. 

## Dans la fiction
Le film The Lost King (2022), réalisé par Stephen Frears, revient sur les recherches de Philippa Langley.